# 东北作家群
东北作家群是中华民国近代一个文学流派，诞生于大日本帝国侵华扶持建立东北的满洲国时期，东北的作家，不承认从中华民国分裂出去的满洲国，同时又不堪日本人的压迫和蹂躏，流亡河北、河南等中原地区，其作品主要表达国土沦丧、生灵涂炭的亡国之痛，闪现出爱国主义和抗日精神。

## 思想
东北作家群的作品规模宏大，风格粗犷，描写了日本人统治下的满洲国的人民的痛苦和苦难，赞扬了东北人民抗日救亡运动，表达了对收复领土的意愿和对家乡人民的思念。

## 代表人物
- 萧红，《生死场》、《呼兰河传》、《马伯乐》、《商市街》
- 萧军，《八月的乡村》
- 端木蕻良，《憎恨》、《科尔沁旗草原》、《大地的海》、《长江》
- 舒群
- 杨晦
- 穆木天
- 师田手
- 张铁弦
- 高兰
- 辛劳
- 邹绿芷
- 丘琴
- 雷加
- 姚奔
- 駱宾基
- 罗烽
- 白朗
- 李辉英